# AFC Eskilstuna
AFC Eskilstuna – szwedzki klub piłkarski, mający siedzibę w mieście Eskilstuna w środkowej części kraju.

## Historia
Piłkarski klub FC Café Opera został założony w północnej części Sztokholmu, gminie Danderyd, w 1991 roku przez włoskiego biznesmena Alessandro Catenacci, który był właścicielem miejscowego klubu nocnego "Cafe Opera". W 1991 roku zespół startował w najniższej 8 dywizji mistrzostw Szwecji. Mimo to, zespół szybko awansował z dna szwedzkiej piłki nożnej, rok po roku zdobywając mistrzostwo w siódmej, szóstej, piątej i czwartej dywizjach piłkarskich. Wreszcie, w sezonie 1996, zespół zwyciężył w Division 3 w strefie północnej regionu Svealand.
Od 1996 klub występował w Division 2. W 1999 klub zwyciężył w grupie Västra Svealand, a w grupie Östra Svealand pierwsze miejsce zajął Väsby IK. Potem razem z innymi 4 zwycięzcami swoich grup walczyli w Promotion Playoffs o awans do Superettan. Café Opera otrzymała promocję, a Väsby nie zakwalifikował się do drugiej dywizji. W sezonie 2004 klub zajął 9.miejsce w Superettan, a Väsby IK zwyciężył w Division 2 Östra Svealand.
Na początku 2005 odbyła się fuzja klubów FC Café Opera i Väsby IK. Zjednoczony klub startował w Superettan, ale przyjął nazwę FC Väsby United. W sezonie 2005 zespół zajął znów 9.miejsce. Ale w następnym 2006 zakończył na 14.pozycji, a potem przegrał w barażach z IK Sirius Fotboll i spadł do Division 1. W 2007 był drugim w Division 1 Norra i powrócił do Superettan. W 2010 zajął ostatnie 16.miejsce i znów został zdegradowany do Division 1. W 2011 też był drugim w Division 1 Norra, ale tym razem musiał walczyć z IFK Värnamo o awans do Superettan. Wynik w barażach był 0:3 i sezon 2012 rozpoczął ponownie w Division 1 Norra. Końcowe 11.miejsce nie dawało promocję do drugiej ligi.
23 sierpnia 2012 roku został przyłączony farm klub Athletic FC utworzony w 2007, który w końcu 2011 otrzymał promocję do Division 3 (D5). Tak jak Väsby United miał problemy finansowe, Prezesem został kierownik Athletic, nowy klub otrzymał nazwę Athletic FC United, wziął logo Athletic i przeniósł się do dzielnicy Solna na stadion farm klubu, zwanym Skytteholms IP. W 2014 klub zwyciężył w Division 1 Norra i wrócił do Superettan. W 2015 był na 8.pozycji, a w 2016 zakończył rozgrywki na drugiej lokacie i zdobył po raz pierwszy w historii awans do Allsvenskan.
7 lipca 2016 zarząd AFC United niespodziewanie ogłosił o przeniesienie klubu do miasta Eskilstuna (około godziny jazdy od Sztokholmu). W sezonie 2017 jako AFC Eskilstuna debiutował w najwyższej lidze.

### Chronologia nazw
- 2005: FC Väsby United – po fuzji klubów FC Café Opera i Väsby IK
- 2012: AFC United – po fuzji z Athletic FC
- 2016: AFC Eskilstuna

## Sukcesy

### Trofea międzynarodowe
Nie uczestniczył w rozgrywkach europejskich (stan na 31-05-2016).

### Trofea krajowe
| \| \| Zdobyte trofea w rozgrywkach Szwecji (stan na: 31-03-2017) \| |                                                            |      |          |
| Rozgrywki                                                           | Osiągnięcie                                                | Razy | Sezon(y) |
| Mistrzostwo                                                         | I miejsce                                                  | 0    |          |
| Mistrzostwo                                                         | II miejsce                                                 | 0    |          |
| Mistrzostwo                                                         | III miejsce                                                | 0    |          |
| Mistrzostwo                                                         | ?. miejsce                                                 | 1    | 2017     |
| Puchar                                                              | zdobywca                                                   | 0    |          |
| Puchar                                                              | finalista                                                  | 0    |          |
| Puchar                                                              | półfinalista                                               | 1    | 2007     |
| II liga                                                             | I miejsce                                                  | 0    |          |
| II liga                                                             | II miejsce                                                 | 1    | 2016     |
| II liga                                                             | III miejsce                                                | 0    |          |
| Szwecja                                                             | Zdobyte trofea w rozgrywkach Szwecji (stan na: 31-03-2017) |      |          |

- Division 1 Norra (III Liga):
  - mistrz (1x): 2014
  - wicemistrz (2x): 2007, 2011

## Stadion
Klub rozgrywa swoje mecze domowe na stadionie Tunavallen w Eskilstuna, który może pomieścić 7800 widzów. Wcześniej do 2004 występował na stadionie Olimpijskim w Sztokholmie, a w latach 2005-2012 na Kristinebergs IP (930 miejsc), oraz od 2012 do końca 2016 na Skytteholms IP.

## Piłkarze

### Obecny skład
Stan na 17 stycznia 2020
| Nr | Poz. | Piłkarz            |
| -- | ---- | ------------------ |
| 2  | OB   | Adnan Kojic        |
| 5  | OB   | Gustav Jarl        |
| 6  | OB   | Jesper Björkman    |
| 8  | PO   | Michael Anaba      |
| 10 | NA   | Ferid Ali          |
| 11 | PO   | Daniel Miljanović  |
| 12 | OB   | Pontus Rödin       |
| 13 | OB   | Wilhelm Loeper     |
| 14 | NA   | Kristijan Miljević |
| 16 | NA   | Samuel Nnamani     |
| 17 | PO   | Ismet Lushaku      |
| 19 | OB   | Adnan Catic        |

| Nr | Poz. | Piłkarz          |
| -- | ---- | ---------------- |
| 20 | OB   | Sōya Takahashi   |
| 23 | NA   | Luka Mijaljević  |
| 25 | PO   | Jacob Lackéll    |
| 26 | OB   | Robert Åstedt    |
| 89 | BR   | Michaił Iwanow   |
| 91 | BR   | Ihor Łewczenko   |
|    | OB   | Mehmed Dresevic  |
|    | NA   | Viktor Götesson  |
|    | PO   | Dmitri Zhuravlev |
|    | PO   | Mamadou Kouyaté  |
|    | PO   | Tarik Resic      |

## Inne
- Athletic FC
- Väsby IK